# 岡村竹四郎
岡村 竹四郎（おかむら たけしろう、1861年7月22日（文久元年6月15日） - 没年不詳）は、明治期の実業家、信陽堂（現・東洋印刷会社）創立者。妻は版画家の岡村政子。

## 経歴
信濃国（長野県）生まれ。1878年（明治11年）慶應義塾、ニコライ神学校、工部大学校付属美術学校に学ぶ。当時製紙界は幼稚にして日本で初めてコロームによる製紙方法で信陽堂をおこす。帝国印刷と信陽堂を合併して1908年（明治41年）東洋印刷会社を創業し社長となった。